# Eloi Martín Casanovas
Eloi Martín Casanovas (Sabadell, 1995) es un monologuista y actor español, activista por los derechos de las personas LGBTI.

## Biografía
Casanovas se graduó en Humanidades y Mínor en Estudios de Género en la Universidad Autónoma de Barcelona.
En sus creaciones mezcla diferentes lenguajes artísticos como la danza, la poesía o la música. Es miembro de Jóvenes transexuales de Barcelona y de la Llamada por Sabadell, de la asociación LGTBI Ca l'Enredus de Sabadell, y ha trabajado de acomodador en el Teatre Lliure. En 2019 fue candidato por la Candidatura de Unidad Popular por Barcelona en las elecciones municipales de 2019.
Se dio a conocer en televisión con el personaje de Andrea en la serie Oh My Goig, de betevé (2017 - 2021). En la serie de TV3 Com si fos ahir interpreta desde 2022 al personaje de Jair, el primer personaje trans de la serie.
En febrero de 2023 presentó Middleground Cómo se construye el deseo en el Centro Cívico de Sarria, que forma parte de la red de centros cívicos de Barcelona, dentro de la programación Luces de Bohemia 2023. En la obra Middleground Casanovas cuestiona las normas, los ideales, las etiquetas, a la vez que pregunta sobre el precio que pagamos por perseguir el éxito.

## Filmografía

### Televisión
- Oh My Goig
- Com si fos ahir